# Guillermo Abadía Morales
Guillermo Abadía Morales (Bogotá, Colombia; 8 de mayo de 1912-19 de enero de 2010) fue un folclorólogo colombiano. Recibió el Premio Colombiano Ejemplar en Cultura en 2008. fue el autor de muchas coplas Colombianas.

## Formación intelectual
Entre sus ancestros familiares se destacan el expresidente Miguel Abadía Méndez, el compositor Pedro Morales Pino, y los próceres de la Independencia colombiana Antonio y Francisco Morales, conocidos por los hechos históricos del El Florero de Llorente. 
Sus padres, Enrique Abadía Rubio y Elda Morales Gómez, se trasladaron en 1914 a la vecina población de Sopó, donde vive el ambiente campesino. 
En 1919 regresa a Bogotá a estudiar sus primeras letras en la Escuela Ricaurte y luego en el Liceo de la Salle.
Termina su bachillerato con honores en Filosofía y Letras en la Escuela Ricaurte.

## Investigaciones en las selvas
Estudia Farmacia y Medicina durante cinco años en la Universidad Nacional de Colombia en Bogotá. Durante este período participa en jornadas educativas y de vacunación en la inhóspita región de la selva chocoana, labor que le permite acercarse por primera vez a la cultura popular y tradicional del país.
En el año de 1934 se interna en las selvas colombianas con el fin de estudiar a fondo el modus vivendi de las tribus indígenas colombianas. En esta aventura investigativa demora diez años, hasta 1944, durante los cuales convive con 17 tribus de diferentes familias lingüísticas. 
Al terminar su estudio clasificó por primera vez en Colombia a las 105 tribus indígenas en 9 familias lingüísticas, además de la localización exacta de las mismas a través de las coordenadas North-West, lo cual se conoce históricamente como “Clasificación Abadía” en honor suyo. Esta investigación fue el punto de partida para el estudio etnográfico en la historia de Colombia. Dentro de este trabajo recopiló grabaciones magnetofónicas, únicas en su género, las cuales reposan hoy en su archivo particular. Una parte considerable del mismo se encuentra inédito y será publicado en un libro titulado “10 años de aventuras en la selva”.
Luego, inspirado por su maestro filosófico y compañero de andanzas, el maestro Fernando González Ochoa, recorre durante 4 años todo el territorio nacional, documentándose acerca de las tradiciones y costumbres de las diferentes regiones de Colombia. Su espacio vital de intercambio intelectual es compartido con sus amigos de tertulia: León de Greiff, Rafael Maya, Otto de Greiff, Luis Vidales, Rafael Vásquez, Fabio Ramírez, Ciro Mendía, Arturo Camacho Ramírez y Víctor Amaya.

## La cátedra universitaria
Abadía llega luego a la Universidad Nacional de Colombia, a la facultad de Artes, en donde fue profesor Especial del Conservatorio de Música durante 22 años y Director del Centro de Estudios Folklóricos de la misma, así como secretario general de la Junta Nacional de Folklore. Por su aula de clase pasaron más de 9.000 alumnos quienes fueron instruidos en el área de la música folclórica colombiana y adquirieron el sentido de aprecio y respeto por la tradición ancestral y el saber popular.
Durante su permanencia en la Universidad Nacional de Colombia, organiza el Museo Organológico de Colombia, al cual dona su colección privada de instrumentos musicales.
En compañía del poeta Jorge Rojas, en un proyecto conjunto deciden adelantar gestiones para fundar una entidad que se encargue de regir y fomentar las expresiones culturales de Colombia. De ahí nace el Instituto Colombiano de Cultura, COLCULTURA. Abadía Morales trabajó en dicha entidad durante 26 años, en el área educativa, como asesor del Centro de Documentación Musical. Se retiró del cargo por disposición oficial para darle paso al ahora Ministerio de Cultura.
Guillermo Abadía Morales fue el primer locutor de la radio HJN que luego se transformó en la Radiodifusora Nacional de Colombia. Desde el día de su Fundación fue colaborador intelectual de la misma. Desarrolló sus programas semanales de Actualidad Folklórica y Cursillos de Folklore, dirigidos a jóvenes y adultos, para formarlos en saberes de tradición e identidad. Estos programas estuvieron al aire durante 64 años, hasta que por decisión oficial la radiodifusora dejó de serlo y se convirtió a RTVC. Esta labor educativa en la radio es única en América y quizás una de las pocas en el mundo. Más de 7000 programas durante más de 60 años, dedicados exclusivamente a la educación en valores y saberes de la cultura popular e indígena.
El presidente de Colombia Guillermo León Valencia le ofreció el Ministerio de Educación pero Abadía declinó la invitación para dedicarse a enseñar por las diferentes regiones de Colombia pues a su parecer su obra era más educativa que política.
Abadía fue profesor universitario de más de 20 Universidades de Colombia, entre las cuales están la Universidad del Rosario, Santo Tomás, Universidad del Valle, Universidad de Antioquia, y Universidad Javeriana. 
Conferencista por más de 30 años en entidades como el Banco de la República, Casas de la cultura regionales, y el IDEP. En este último dictó una serie de 64 conferencias durante 3 meses para los profesores del distrito, en Bogotá. 
Autor de más de 25 libros sobre cultura musical, folklore e identidad. El libro de mayor acogida, por ser el único escrito en Colombia para la educación universitaria en folklorología y al cual se le llama cariñosamente “la Biblia del Folklore” es el Compendio General de Folklore, que por más de 40 años en sus seis ediciones ha acompañado a los estudiantes de ciencias sociales. Durante este tiempo se han publicado 40.000 ejemplares que han agotado edición tras edición.  Sobre esta publicación Abadía nunca recibió regalías por derecho de autor ya por ser una obra de carácter educativo el cedió sus derechos por una cifra simbólica.
Hoy en día hay una versión compilada del mismo libro, dirigida a colegiales, titulada ABC del Folklore Colombiano, de la cual se han editado más de 20.000 ejemplares.
En el año 2003, teniendo en cuenta la llegada de las nuevas tecnologías, Abadía, publica en convenio con una Fundación privada, una enciclopedia multimedia bilingüe, sobre los Instrumentos musicales de Colombia, la cual ha tenido excelente acogida especialmente en el exterior.
En 1951 contrajo matrimonio con Marina Rey Matiz, de cuya unión nacieron nueve hijos; uno de ellos, Juan Leonardo, se ha encargado de impulsar su trabajo a lo largo de los últimos 15 años y trabajar en pro de uno de los sueños aún no cumplidos del Maestro: crear su propia fundación cultural para la divulgación educativa de su obra a lo largo y ancho del mundo.
Con más de 94 años de edad y a pesar de los quebrantos de salud por causas de la edad, y a pesar de las absurdas disposiciones legales que le impedían trabajar por tener más de 70 años, a pesar de tener la capacidad total de hacerlo, siguió con la mente completamente lúcida y las ganas de trabajo de un joven hasta el día de su muerte. Tiene más de siete libros inéditos.

## Premios
Entre los numerosos reconocimientos y galardones que le fueron otorgados al maestro Abadía Morales, se encuentran:
- Premio Nacional de Educación 2007.
- Premio Nacional de Cultura 2005.
- Clave de Oro de Ginebra, Valle, en 1989.
- Mundo de Oro de Medellín en 1982.
- las letras de miembro de número de Caballeros de Calatrava de la facultad de humanidades y colegio de humanistas de la Universidad del Rosario en 1985.
- Los diplomas de experto y profesor especial de la Universidad Nacional en 1968 y 1975.
- Medalla "Manuel Murillo Toro".
- Cruz de Boyacá.
- Premio Nacional Vida y Obra 2002.
- Premio Vida y Obra de la Alcaldía de Bogotá.

## Obras
- Compendio general de folclore colombiano / Guillermo Abadía. 1983 4a ed., rev. y acotada. 547 p. : ill. ; 22 cm. Bogotá : Fondo de Promoción de la Cultura del Banco Popular. (3. ed en 1977).
- La música folclórica colombiana / Guillermo Abadía. 1973. 158 p. illus. 22 cm [Bogotá?] Universidad Nacional de Colombia, Dirección de Divulgación Cultural.
- El Gran libro de Colombia / Guillermo Abadía; Edgar Bustamante 1981- v. : ill. (some col.) ; 31 cm [Bogotá, Colombia] : Círculo de Lectores.
- El correo de las brujas y la literatura oral / Guillermo Abadía. 1994 1. ed. Spanish Book 196 p. : ill. (some col.) ; 24 cm. Santafé de Bogotá, Colombia : Tres Culturas Editores, ; ISBN 958-9096-27-1
- Instrumentos musicales: folclore colombiano / Guillermo Abadía 1991. 174 p. : ill. ; 21 cm. Bogotá : Banco Popular, Fondo de Promoción de la Cultura,
- 2.300 adiciones al vocabulario folclórico colombiano / Guillermo Abadía. 1994. 370 p. : ill. ; 21 cm. Bogotá : Fondo de Promoción de la Cultura del Banco Popular, ; ISBN 958-9003-77-X
- Coplerío colombiano / Guillermo Abadía. 2000 1. ed. en Panamericana Editorial. Spanish Book 188 p. : ill. ; 21 cm. Santafé de Bogotá, Colombia : Panamericana Editorial, ; ISBN 958-30-0657-2
- Guabinas y mojigangas / Guillermo Abadía. 1997 1. ed. Spanish Book 80 p. : ill. ; 24 cm [Bogotá] : Centro de Documentación Musical, Dirección General de Artes, Ministerio de Cultura, ; ISBN 958-612-284-0
- ABC del folclore colombiano / Guillermo Abadía. 1995 1. ed. Spanish Book 202 p. : ill. (some col.), maps ; 23 cm. Santafé de Bogotá, Colombia : Panamericana Editorial, ; ISBN 958-30-0189-9
- Algunos cantos nativos, tradicionales de la región de Guapi, Cauca / Jesús Bermúdez Silva; Guillermo Abadía 1966 Spanish Book 24 p. illus., music. 24 cm. Bogotá, Imprenta Nacional.
- Aires musicales de los indios guambiano del Cauca (Colombia) / Jesús Bermúdez Silva; Guillermo Abadía. 1970 Spanish Book 31 p., [4] leaves of plates : ill. ; 22 cm. Bogotá : Imprenta Nacional,
- Folclore lúdico del Litoral Pacífico Colombiano 2 sound tape reels : analog, 3 3/4 ips, full track, mono. ; 5 in. Indiana University, Bloomington.; Archives of Traditional Music. 1963-1966

Description: 2 sound tape reels :; analog, 3 3/4 ips, full track, mono. ;; 5 in.
( Contenido: El Florón (2 versions) - El Trapiche (2 versions) - La Paula -La Margarita Patiana - El chocolate - Jugar con mi Tía - El Punto - La Pelusa - La Cajita - Bunde de San Antonio - Bunde de San José - Buenaventura puerto de mar - Canoita de Beté - Agua de caña - La Caramba.
/ Canciones para acompañar juegos. Cada pieza musical está precedida de una descripción. Dejado por Abadía en los Archives of Traditional Music en 1967, grabado por el compilador entre 1963 y 1966 en lugares de la costa pacífica colombiana.
- Música indígena y negra del Chocó. / Jesús Bermúdez Silva; Guillermo Abadía. 1963-1964. Archivo sonoro. 6 rollos de cinta magnética, analog, 3 3/4 ips, 1 pista, mono. ; 5-7 pulgadas.

Parte I. Música indígena del Chocó, incluyendo arrullos, alabados, cantos de bogar.
Parte II. Música negra del Chocó, incluyendo currulaos, bambucos, jugas, rumbas, bostons, polkas, alabados, valses y cantos de bogar; entrevista con un artesano de instrumentos musicales, y cuentos. "Acompañado por índices y notas en español e inglés y por un cuaderno de 24 páginas, "Algunos cantos nativos tradicionales de la región de Guapi (Cauca)" by Jesús Bermúdez-Silva and Guillermo Abadía M. (Bogotá: Imprenta Nacional, 1966). Grabado en trabajo de campo folclorista entre indios Chocó Indians y negros en el departamento del Cauca, costa pacífica colombiana, en 1963-1964.
Viaje organizado por el Instituto Popular de Cultura de Cali, con ayuda del Centro de Estudio Folclóricos y Musicales de la Universidad Nacional de Bogotá. Ahora en depósito en Archives of Traditional Music, Indiana University, Bloomington.
- Instrumentos musicales de Colombia = Musical instruments of Colombia. Guillermo Abadía. 2000s. CD-ROM : sd., col. ; 4 3/4 in. Bogotá : Fundación BAT, Colombia : Virtual Technologies, ; ISBN 958-33-2829-4. Clasificación de 65 instrumentos; incluye 72 fotos de instrumentos; 58 videos, 3 archivos sonoros. Textos de Guillermo Abadía Morales ; comentario adicional por Antonio Arnedo, David Puerta, Carlos Rojas, Hugo Candelario González.
- La música y la danza en la zona del litoral atlántico / Guillermo Abadía. 1986. [6] p. ; 24 cm [Colombia] : Instituto Colombiano de Cultura : Telecom.
- La música y la danza en la zona llanera / Guillermo Abadía. 1986. [8] p.; 24 cm [Colombia] : Instituto Colombiano de Cultura : Telecom.
- La música y la danza en la zona andina : Antioquia, Caldas, Quindio, Risaralda, Santanderes, Boyacá, Cundinamarca, Tolima, Huila, Valle, Cauca, Nariño y Orientales / Guillermo Abadía. 1986. [11] p. ; 24 cm [Columbia] : Instituto Colombiano de Cultura : Telecom.
- La música y la danza en la zona del litoral pacífico : Valle del Cauca, Cauca, Choco, Nariño / Guillermo Abadía. 1986. [11] p. ; 24 cm [Colombia] : Instituto Colombiano de Cultura : Telecom,
- Sinopsis del arsenal organológico musical colombiano / Guillermo Abadía. 198?. 36 p. : ill. ; 17 cm [Bogotá, Colombia?] : Centro colombo americano.
- Veinte estructuras de la guabina veleña y mojigangas de torbellino", y "ABC del folclore colombiano".